# Do It Like a Dude
Do It Like a Dude er debut-singlen fra den britiske singer-songwriter, Jessie J. Singlen er dermed også første udspil fra hendes debutplade, Who You Are. Sangen blev udgivet i Storbritannien den 18. november 2010 som digital download og blev i løbet af januar udgivet som fysisk single. Indtil videre har den toppet som nummer to i Storbritannien og nummer 36 i Danmark.

## Hitliste
| Hitliste (2010–11)                               | Top placering |
| ------------------------------------------------ | ------------- |
| Australien (ARIA)                                | 93            |
| Belgien (Ultratip Wallonien)                     | 13            |
| Danmark (Track Top-40)                           | 16            |
| Irland (IRMA)                                    | 11            |
| New Zealand (RIANZ)                              | 12            |
| Skotland (Official Charts Company)               | 2             |
| Storbritannien Singles (Official Charts Company) | 2             |